# 렌티큘러

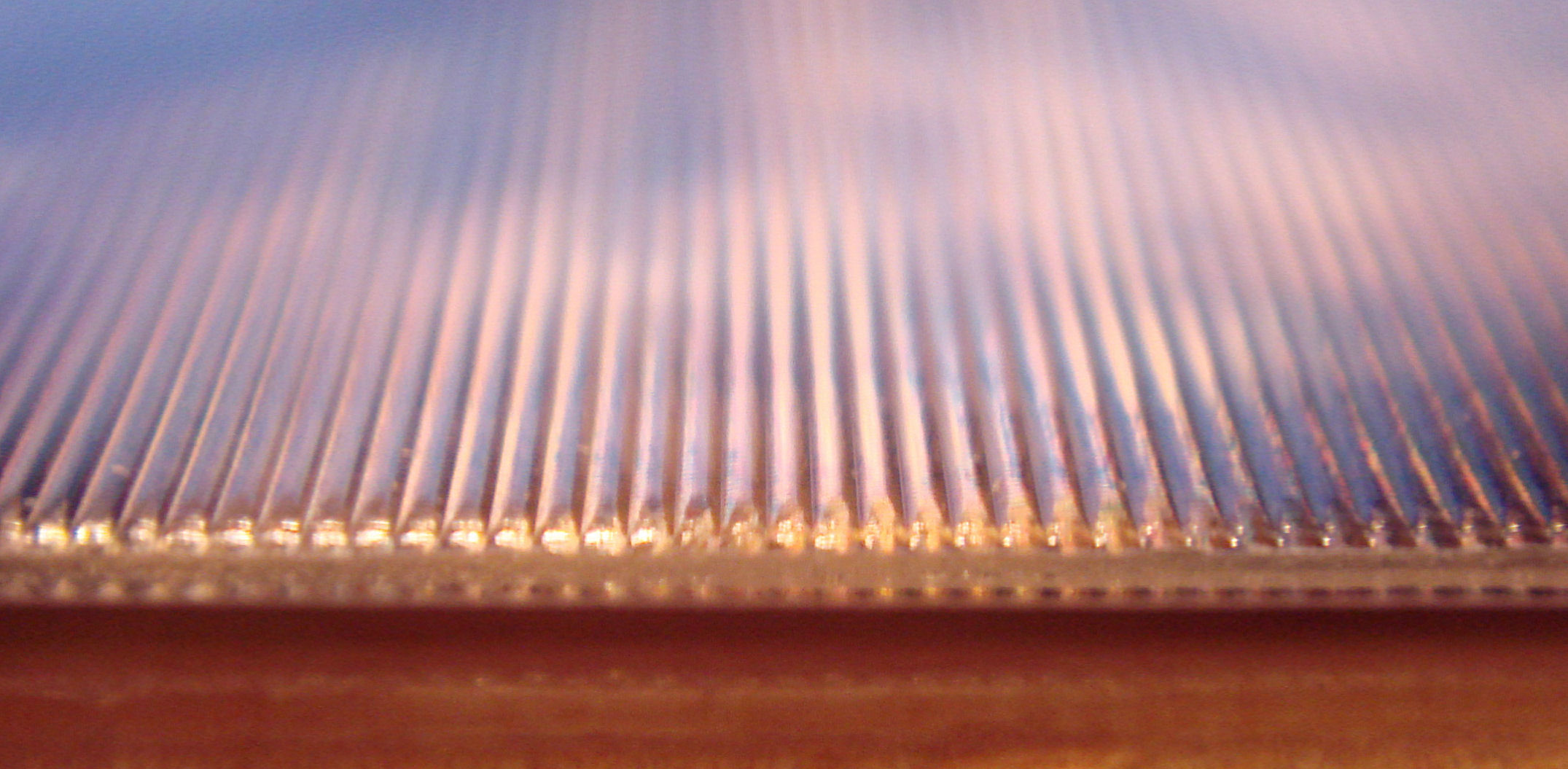
렌티큘러 표면을 확대한 모습

렌티큘러(영어: lenticular)는 시트 모양의 렌티큘러 렌즈를 사용하여 보는 각도에 따라 도안이 변화하거나 입체감을 표현하는 인쇄물이다. 몇 cm로 이루어진 소형부터 건물의 벽면에 설치된 광고판 등 대형에 이르기까지 다양하다. 육안 식 3차원 디스플레이에도 사용된다.

## 같이 보기
- 오토스테레오스코피
- 시차 장벽